# Fourlicious
Fourlicious (aangeduid als 4ourlicious, eerder bekend als Jameerah) is een internationale meidengroep. De groep bestaat uit ex-miss België en presentatrice Tanja Dexters, Topmodel-deelneemster Elisa Guarraci, ex-miss Duitsland Nelly Marie Bojahr en de Nederlandse actrice en ex-miss beautiful black Jasmine Sendar.

## Biografie

### 2008-2011: Jameerah
In het geheim vormde Tanja Dexters in de zomer en najaar van 2008 Jameerah. De naam stond echter al vast en Jameerah betekent "Het prachtige" in het Urdu. Het idee was dan ook dat de band internationaal moest worden. Door de internationale samenstelling is er automatisch meer mediabelangstelling uit de landen waar de meiden vandaan komen. Uiteindelijk weet Dexters naast zichzelf drie meiden uit Nederland, Duitsland en Italië samen tot de groep te vormen. In verband met de mediabelangstelling heeft Dexters bewust voor gekozen om al bekende meiden uit de drie betreffende landen te kiezen, om zo meer media-aandacht te krijgen.
Op 14 mei 2009 kwamen de dames naar buiten over hun bestaan. Ze maakte ook bekend dat ze zich tijdens het Filmfestival van Cannes 2009 zouden voorstellen aan het grote publiek. Op 19 mei werd de band ook bekendgemaakt aan het Nederlandse publiek.
De eerste single "All Eyes On Me" werd gelanceerd op 12 juni 2009 in België. Ook werd de single uitgebracht in de overige drie landen waar de meiden vandaan kwamen. Later stond kwam er een re-release voor "All Eyes On Me" voor onder andere de Verenigde Staten, Rusland en Frankrijk. Hier werd ook speciaal een nieuwe videoclip voor opgenomen.
Na een aantal optreden dook Jameerah in januari 2010 opnieuw de studio in voor de tweede single. Deze zal als eerste in België worden uitgebracht op 7 mei 2010. De single heet "Stick Up" en werd weer eerst in België uitgebracht en daarna de andere landen.
Na onenigheid met manager  Dany Peleman verlaat Dexters in januari 2011 de groep en vormt vanaf dan samen met Lesley-Ann Poppe en Griet Vanhees de meidengroep B-A-B-E. In november datzelfde jaar valt B-A-B-E uit elkaar door muzikale verschillen. Dexters wou met de groep een andere kant op dan Poppe en Vanhees. Ook hebben Sendar, Bojahr en Guarraci om dezelfde redenen als Dexters de band verlaten en hebben zich weer samengevoegd met Dexters. Fourlicious debuteerde Dexters eerste prioriteit blijft tijdens B-A-B-E dan ook de naamloze groep, maar door de onverwachte succes van B-A-B-E blijft dat project op een laag pitje. Door de val van B-A-B-E weet Dexters zich weer meer te focuessen op de andere meiden, die dan inmiddels onder de naam Fourlicious verdergaan.

### 2011-2014: Fourlicious
In mei 2011 maakt de groep bekend dat ze een doorstart maken als Fourlicious. De groep bracht in januari 2012 de eerste single uit getiteld Over You. Deze single weet niet de charts te halen.
Hoewel de dames in 2012 tot en met januari 2014 actief zijn met hun website en social media is het onbekend wat de huidige status van de groep is.

## Discografie

### Singles
| Single met hitnotering(en) in de Vlaamse Ultratop 50 | Datum van verschijnen | Datum van binnenkomst | Hoogste positie | Aantal weken | Opmerkingen  |
| ---------------------------------------------------- | --------------------- | --------------------- | --------------- | ------------ | ------------ |
| All Eyes On Me                                       | 12-06-2009            | 18-07-2009            | 25              | 4            | als Jameerah |
| Stickup                                              | 19-04-2010            | 15-05-2010            | 50              | 1            | als Jameerah |
| Over You                                             | 23-01-2012            | -                     | -               | -            |              |